# Гоніяїт
Гоніяїт — рідкісний мінерал, телурид золота і талію з формулою Au3TlTe2. Його було виявлено в копальні «Кароні», станція «Коварна-Даунс», Західна Австралія, хоча це не єдине місцезнаходження мінералу.
Названий на честь американського мінералога Рассела Гоніа (1929—2002).
Сингонія ромбічна.
Гоніяїт має унікальну структуру та хімічний склад.
Мінерал такого складу (названий нечаєвітом) знайдено раніше у Майському родовищі на Українському щиті (на сьогодні ще не затверджений).